# Mellow Gold
Mellow Gold är det tredje studioalbumet av den amerikanska musikern Beck, släppt 1994. Det var hans första album släppt på ett stort skivbolag, i det här fallet DGC Records. På albumet finns bland annat genombrottslåten "Loser", som blev tia på Billboard Hot 100. Förutom "Loser" släpptes även singlarna "Pay No Mind (Snoozer)" och "Beercan".

## Låtlista
Samtliga låtar skrivna av Beck, om annat inte anges.
Sida ett
1. "Loser" (Beck/Karl Stephenson) - 3:54
2. "Pay No Mind (Snoozer)" - 3:03
3. "Fuckin' with My Head (Mountain Dew Rock)" - 3:41
4. "Whiskeyclone, Hotel City 1997" - 3:28
5. "Soul Suckin' Jerk" (Beck/Karl Stephenson) - 3:55
6. "Truckdrivin' Neighbors Downstairs (Yellow Sweat)" - 2:55
7. "Sweet Sunshine" (Beck/Karl Stephenson) - 4:17

Sida två
1. "Beercan" (Beck/Karl Stephenson) - 4:00
2. "Steal My Body Home" - 5:32
3. "Nitemare Hippy Girl" - 2:54
4. "Mutherfuker" - 2:05
5. "Blackhole" - 5:17